# Сент-Майкл (город, Миннесота)
Сент-Майкл (англ. St. Michael) — город в округе Райт, штат Миннесота, США. На площади 94,3 км² (84,3 км² — суша, 10 км² — вода), согласно переписи 2008 года, проживают 15 278 человек. Плотность населения составляет 107,9 чел./км².
- Телефонный код города — 763%post%
- FIPS-код города — 27-57346[1]
- GNIS-идентификатор — 0650903[2]